# Bendigo International 2023
Die Bendigo International 2023 im Badminton fanden vom 11. bis zum 15. Oktober 2023 in West Bendigo statt. Es war die zweite Auflage der Turnierserie.

## Sieger und Platzierte
| Disziplin    | Gold                          | Silber                         | Bronze                             |
| ------------ | ----------------------------- | ------------------------------ | ---------------------------------- |
| Herreneinzel | Keita Makino                  | Hikaru Minegishi               | Edward Lau                         |
| Herreneinzel | Keita Makino                  | Hikaru Minegishi               | Shota Omoto                        |
| Dameneinzel  | Jaslyn Hooi                   | Ying Tse                       | Tiffany Ho                         |
| Dameneinzel  | Jaslyn Hooi                   | Ying Tse                       | Sydney Tjonadi                     |
| Herrendoppel | Chen Cheng-kuan Chen Sheng-fa | Chan Yueh-lin Chu Bo-rong      | Rizky Hidayat Frengky Wijaya Putra |
| Herrendoppel | Chen Cheng-kuan Chen Sheng-fa | Chan Yueh-lin Chu Bo-rong      | Koya Iwano Katsuki Tamate          |
| Damendoppel  | Setyana Mapasa Angela Yu      | Hsu Yin-hui Lin Jhih-yun       | Hung Hsin-en Hung Yu-en            |
| Damendoppel  | Setyana Mapasa Angela Yu      | Hsu Yin-hui Lin Jhih-yun       | Priska Kustiadi Nozomi Shimizu     |
| Mixed        | Chen Sheng-fa Lin Jhih-yun    | Kenneth Choo Gronya Somerville | Chen Cheng-kuan Hsu Yin-hui        |
| Mixed        | Chen Sheng-fa Lin Jhih-yun    | Kenneth Choo Gronya Somerville | Ting Yen-chen Hung Yu-en           |